# الأكاديميات التلمودية في بابل

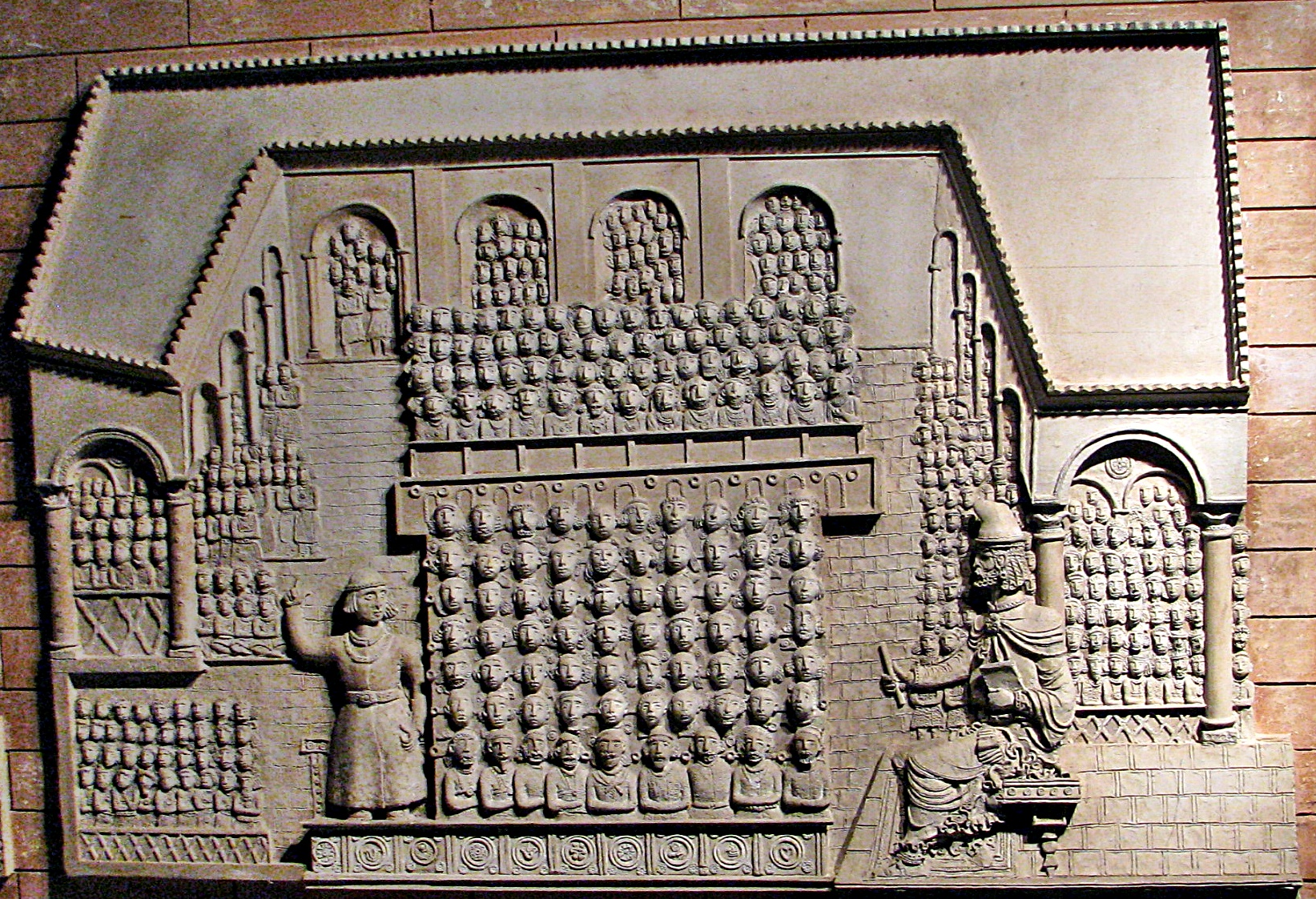
تصوير للحاخام آشي وهو يُدرّس في أكاديمية سورا

كانت الأكاديميات التلمودية في بابل، والمعروفة أيضًا باسم الأكاديميات الجيونية، مركزًا للعلم اليهودي وتطوير الهالاخاه خلال العصر الجيونيكي (من حوالي 589 إلى 1038 م؛ التواريخ العبرية: 4349 صباحًا إلى 4798 صباحًا) فيما يسمى "بابل" في المصادر اليهودية. هذا المصطلح ليس متطابقًا جيوسياسيًا ولا جغرافيًا مع الإمبراطوريات القديمة في بابل، حيث أن محور الاهتمام اليهودي يتعلق بالأكاديميات الدينية اليهودية، التي كانت تقع بشكل رئيسي في منطقة بين نهري دجلة والفرات وبشكل أساسي بين بومبيديتا (الفلوجة الحديثة، وهي مدينة تقع غرب بغداد)، وسورا، وهي مدينة أبعد جنوبًا على نهر الفرات. في ذلك الوقت كانت هذه المنطقة جزءًا من المنطقة المعروفة باسم آشورستان (تحت الإمبراطورية الساسانية) أو العراق (تحت الخلافة الإسلامية حتى القرن الحادي عشر).
كان العمل الرئيسي لهذه الأكاديميات هو تجميع التلمود البابلي، الذي بدأه راف آشي ‏ ورافينا، وهما زعيمان للمجتمع اليهودي البابلي، حوالي عام 550. واستمر العمل التحريري الذي قام به السافورايم أو ربانان سافوراي (حاخامات ما بعد التلمود) على هذا النص لمدة 250 عامًا تالية. في الواقع، لم يصل جزء كبير من النص إلى شكله النهائي حتى حوالي عام 700. كانت الأكاديميتان الأكثر شهرة تقعان في سورا وبومبيديتا؛ كانت أكاديمية سورا ‏ مهيمنة في الأصل، لكن سلطتها تضاءلت نحو نهاية الفترة الجيونية واكتسبت جيونات أكاديمية بومبيديتا ‏ السيادة. كما تقع المدارس الدينية الرئيسية في نيهارديا وماحوزا (المدائن).
بالنسبة لليهود في أواخر العصور القديمة وأوائل العصور الوسطى، كانت مدارس بابل الدينية تؤدي نفس وظيفة السنهدرين القديم، أي مجلسًا للسلطات الدينية اليهودية. تأسست الأكاديميات في بابل ما قبل الإسلام في عهد الساسانيين الزرادشتيين، وكانت تقع على مقربة من العاصمة الساسانية طيسفون، والتي كانت في ذلك الوقت أكبر مدينة في العالم. بعد الفتح الإسلامي لبلاد فارس في القرن السابع، استمرت الأكاديميات في العمل لمدة أربعمائة عام في ظل الخلافة الإسلامية.
كان أول غاون لسورا، وفقًا لشيريرا غاون، هو مار راب مار، الذي تولى منصبه في عام 609. وكان آخر غاون لسورا هو صموئيل بن حفني ‏، الذي توفي في عام 1034؛ وكان آخر غاون لبومبيديتا هو حزقيا غاون، الذي تعرض للتعذيب حتى الموت في عام 1040؛ وبالتالي، فإن نشاط الجاونيم يغطي فترة تقارب 450 عامًا. الجاونيم (العبرية: גאונים) كانا رئيسين للجامعتين الحاخاميتين العظيمتين سورا وبومبيديتا، وكانا الزعماء الروحيين المقبولين عمومًا للمجتمع اليهودي في جميع أنحاء العالم في أوائل العصور الوسطى، على النقيض من ريش جالوتا (المُنْشِئ) الذين مارسوا سلطة دنيوية على اليهود في الأراضي الإسلامية.
بعد القرون الثلاثة التي طُوِّر فيها التلمود البابلي في الأكاديميات التي أسسها راف وصموئيل، تلت ذلك خمسة قرون حُفظ خلالها بحماس، ودُرِس، وشُرِح في المدارس، واعترف به جميع اليهود في الشتات بفضل تأثيرهما. اعتُبرت سورا وبومبيديتا المرجعين المهمين الوحيدين للعلم: كان رؤساؤهما وحكماؤهما المرجعيات التي لا جدال فيها، حيث تُلتمس قراراتهم من جميع الجهات، وتُقبل أينما وُجدت حياة جماعية يهودية.

## المنطقة الجغرافية
تستخدم المصادر اليهودية مصطلح "بابل" بانتظام عند الإشارة إلى موقع الأكاديميات التلمودية في النصف الشمالي من بلاد ما بين النهرين السفلى أثناء نشاطها من النصف الثاني من القرن السادس إلى النصف الأول من القرن الحادي عشر (تقريبًا في زمن الجاءونيم). كانت هذه المنطقة معروفة لدى المعاصرين باسم مقاطعة آشورستان الساسانية حتى الفتح الإسلامي عام 637، وبعد ذلك أصبحت تُعرف باللغة العربية باسم سواد أو العراق العربي ("العراق العربي").
لطالما كان مصطلح "بابل" في المصادر اليهودية مفارقةً تاريخية، إذ إن المنطقة التي تشير إليها لا تتطابق إطلاقًا مع إمبراطوريات بابل الأقدم بكثير. وتركز المصادر اليهودية فقط على المنطقة الواقعة بين الأكاديميتين الرئيسيتين، بومبيديتا (الفلوجة حاليًا؛ غرب بغداد) في الشمال، وسورا في الجنوب. وتقع كلتا الأكاديميتين، بالإضافة إلى نيهارديا وماهوزا، بين نهري دجلة والفرات أو بالقرب منهما مباشرةً.

## التاريخ

### الخلفية
تاريخ اليهود في بابل مجهول إلى حد كبير خلال القرون الأربعة الممتدة من عزرا (حوالي القرن الخامس قبل الميلاد) إلى هليل الأكبر (يُرجّح أنه حوالي 110 قبل الميلاد - 10 ميلادي)؛ وتاريخ القرنين التاليين، من هليل إلى يهوذا الأمير (بداية القرن الثاني الميلادي)، لا يُقدّم سوى معلومات ضئيلة عن حالة التعليم بين يهود بابل. في المصدر الرئيسي للمعلومات عن المدارس البابلية، أشارت شيريرا غاؤون إلى تلك القرون المظلمة في رسالتها الشهيرة: "لا شك أن التعليم العام كان يُعطى هنا في بابل في التوراة؛ ولكن إلى جانب رؤساء المدارس، لم يكن هناك رؤساء مدارس مُعترف بهم حتى وفاة الحاخام [يهوذا]."
كان المقر الرئيسي لليهودية البابلية هو نيهارديا، حيث كانت هناك بعض مؤسسات التعلم. كان هناك كنيس قديم جدًا، يُعتقد أنه بناه الملك يوكنيا، في نيهارديا. في هوزال، بالقرب من نيهارديا، كان هناك كنيس آخر، ليس بعيدًا عنه يمكن رؤية أنقاض أكاديمية عزرا. في الفترة التي سبقت هادريان، الحاخام عكيفا)، عند وصوله إلى نيهارديا في مهمة من السنهدرين، دخل في مناقشة مع عالم مقيم حول نقطة تتعلق بقانون الزواج (مشناه يب، النهاية). في الوقت نفسه، كانت هناك في نصيبين، في شمال بلاد ما بين النهرين، كلية يهودية ممتازة، وعلى رأسها وقف يهوذا بن باتيرا ‏، والتي وجد فيها العديد من علماء يهودا ملاذًا في وقت الاضطهاد. وقد اكتسبت مدرسة في نهار بيكود، أسسها المهاجر اليهودي حنينا، ابن أخ يوشع بن حننيا ‏، أهمية مؤقتة معينة، وكانت هذه المدرسة قد تصبح سبباً للانقسام بين يهود بابل ويهودا وإسرائيل، لولا أن قامت السلطات اليهودية على الفور بكبح طموح حننيا.

### تأسيس الأكاديميات
من بين أولئك الذين ساعدوا في استعادة التعليم اليهودي، بعد هادريان، كان العالم البابلي ناثان، أحد أفراد عائلة رئيس السبي، الذي واصل نشاطه حتى في عهد يهوذا الأمير. ينتمي بابلي آخر، هيا بار آبا ‏، إلى القادة الأوائل في العصر الختامي للتنايم. كان ابن أخيه، أبا أريكا، الذي سمي فيما بعد ببساطة راف، أحد أهم تلاميذ يهوذا. تمثل عودة راف إلى موطنه البابلي، والتي سجل عامها بدقة (530 عصر السلوقيين، 219 م)، حقبة؛ لأنه يؤرخ لبداية حركة جديدة في اليهودية البابلية - أي بدء الدور المهيمن الذي لعبته الأكاديميات البابلية لعدة قرون. ترك راف نيهارديا لصديقه صموئيل من نيهارديا ‏، الذي كان والده، أبا، يُعد بالفعل من بين سلطات تلك المدينة، وأسس أكاديمية جديدة في سورا، حيث كان يمتلك ممتلكات. وبالتالي، كانت هناك في بابل أكاديميتان معاصرتان، بعيدتان عن بعضهما البعض، مع ذلك، بحيث لا تتداخلان مع عمليات بعضهما البعض. ونظرًا لأن راف وصموئيل كانا معترفًا بهما على أنهما أقران في المكانة والمعرفة، فقد كانت أكاديمياتهما أيضًا تُعتبر ذات مرتبة ونفوذ متساويين. وهكذا افتتحت كلتا المدرستين الحاخاميتين البابليتين محاضراتهما ببراعة، وزودت المناقشات التي تلت ذلك في فصولهما الطبقة الأولى من المواد العلمية المودعة في التلمود البابلي. وقد أدى التعايش لعقود عديدة بين هاتين الكليتين المتساويتين في المرتبة إلى ظهور تلك الظاهرة الرائعة المتمثلة في القيادة المزدوجة للأكاديميات البابلية والتي أصبحت، مع بعض الانقطاعات الطفيفة، مؤسسة دائمة وعاملًا مهمًا في تطور اليهودية البابلية.
عندما دمّر أوديناثوس نيهارديا عام 259م، بعد اثني عشر عامًا من وفاة راف، وخمس سنوات من وفاة صموئيل، حلّت محلها بلدة مجاورة تُدعى بومبيديتا، حيث أسس يهوذا بار حزقيال ‏، أحد تلاميذ كلٍّ من راف وصموئيل، مدرسةً جديدة. خلال حياة مؤسسها، بل وأكثر في عهد خلفائه، اكتسبت هذه المدرسة سمعةً طيبةً بفضل ذكائها الفكري وتمييزها، والذي غالبًا ما انحدر إلى مجرد جدلٍ حاد. أصبحت بومبيديتا المحور الآخر للحياة الفكرية لإسرائيل البابلية، وحافظت على هذا المكانة حتى نهاية العصر الجاوني.
برزت نيهارديا مرة أخرى تحت حكم أميمار، وهو معاصر لراف آشي ‏. تعزز بريق سورا (المعروفة أيضًا باسم بلدتها المجاورة، ماتا محاسيا) على يد تلميذ راف وخليفته، راف هونا ‏، الذي وصل عدد الحضور في الأكاديمية في عهده إلى أعداد غير عادية. وعندما توفي هونا، في عام 297، اعترف أيضًا بيهوذا بن حزقيال، مدير أكاديمية بومبيديتا، من قبل حكماء سورا كرئيس لهم. وعند وفاة يهوذا، بعد عامين، أصبحت سورا المركز الوحيد للتعلم، برئاسة راف تشيسدا ‏ (توفي عام 309). وقد أعاد تشيسدا في حياة هونا بناء أكاديمية راف المدمرة في سورا، بينما كانت كلية هونا بالقرب من ماتا محاسيا (شيريرا). وبوفاة تشيسدا فقدت سورا أهميتها لفترة طويلة. في بومبيديتا، درّس على التوالي راباه بار نحماني ‏ (توفي عام 331)، ويوسف (توفي عام 333)، وأبايه (توفي عام 339). وتبعهم راباه، الذي نقل الكلية إلى مسقط رأسه، ماهوزا (المدائن). في عهد هؤلاء الأساتذة، شهدت دراسة الشريعة تطورًا ملحوظًا، ساهم فيه بعض علماء يهود إسرائيل، الذين طردوا من ديارهم بسبب اضطهاد الطغيان الروماني، مساهمة كبيرة.
بعد وفاة رابا، في عام 352، استعادت بومبيديتا مكانتها السابقة. وكان رئيس الأكاديمية هو الحاخام نحمان بار يتسحاق ‏ (توفي عام 356)، أحد تلاميذ رابا. ويمكن تمييز الآثار الأولى لمحاولة تحرير الكتلة الهائلة من المواد التي شكلت في النهاية التلمود البابلي في أسلوبه في التدريس. ومع ذلك، لم يكن بومبيديتا، بل سورا، هو المقدر له أن يكون مهد هذا العمل. بعد وفاة رابا، أسس بابا ناريش، أحد تلاميذه، كلية في ناريش، بالقرب من سورا، والتي تدخلت في الوقت الحالي في نمو مدرسة سورا؛ ولكن بعد وفاة بابا، في عام 375، استعادت الكلية في سورا هيمنتها السابقة. كان مُرمِّمه راف آشي ‏، الذي اكتسب تحت إشرافه، على مدار أكثر من نصف قرن (توفي آشي عام 427)، شهرةً واسعة، وحظي بجاذبيةٍ جعلت حتى المُنْتَفِينَ يأتون إليه، في خريف كل عام، لإقامة حفلات استقبالهم الرسمية المعتادة. وقد أقرَّت مدرسة بومبيديتا بتفوق مدرسة سورا؛ وظلَّت هذه القيادة راسخةً لعدة قرون.
كان لطول نشاط آشي غير المعتاد، ومكانته المرموقة التي لا تُنكر، وعلمه، بالإضافة إلى الظروف المواتية في ذلك الوقت، تأثير قوي في تعزيز المهمة التي تعهد بها؛ ألا وهي غربلة وجمع المواد التي تراكمت على مدى قرنين من الزمان في الأكاديميات البابلية. صحيح أن التحرير النهائي للعمل الأدبي الذي أنتجه هذا العمل لم يحدث إلا في وقت لاحق؛ لكن التراث يُسمي آشي بحق بأنه مُنشئ التلمود البابلي. في الواقع، تلقى عمل آشي التحريري العديد من الإضافات والتوسعات اللاحقة؛ لكن الشكل لم يخضع لأي تعديل جوهري. يجب اعتبار التلمود البابلي من عمل أكاديمية سورا، لأن آشي قدم إلى كل من الجمعيات العامة نصف السنوية للأكاديمية، رسالة تلو الأخرى، نتائج فحصه واختياره، ودعا إلى مناقشتها. وقد استمر عمله وأكمله، وربما اختُزل إلى الكتابة، من قبل رؤساء أكاديمية سورا الذين خلفوه، الذين حافظوا على ثمار أعماله في تلك الأوقات الحزينة من الاضطهاد التي كانت، بعد وفاته بفترة وجيزة، من نصيب يهود بابل. كانت هذه المصائب بلا شك السبب المباشر لنشر التلمود كعمل كامل؛ ومن أكاديمية سورا صدر ذلك الجهد الأدبي الفريد الذي كان مقدرًا له أن يشغل مثل هذه المكانة الاستثنائية في اليهودية. يعتبر رافينا الثاني (ر. أبينا)، وهو مدرس في سورا، حسب التقاليد آخر أمورا؛ ويعتبر عام وفاته (812 من العصر السلوقي، أو 500 من العصر الميلادي) تاريخ إغلاق التلمود. بعد وفاته، انتقل المركز اليهودي إلى بومبيديتا، حيث كان رابا يوسي ‏ رئيسًا للأكاديمية. تراجعت سورا في هذه الفترة حيث تعرض اليهود للاضطهاد. في بومبيديتا استمرت الدراسة وأصبحت الأكاديمية الرائدة في بابل.

### عرض التلمود
بعد القرون الثلاثة التي طُوِّر فيها التلمود البابلي في الأكاديميات التي أسسها راف وصموئيل، تلت ذلك خمسة قرون حُفظ خلالها بحماس، ودُرِس، وشُرِح في المدارس، واعترف به جميع اليهود في الشتات بفضل تأثيرهما. اعتُبرت سورا وبومبيديتا المرجعين المهمين الوحيدين للعلم: كان رؤساؤهما وحكماؤهما المرجعيات التي لا جدال فيها، حيث تُلتمس قراراتهم من جميع الجهات، وتُقبل أينما وُجدت حياة جماعية يهودية. على حد تعبير الآغاداه، "خلق الله هاتين الأكاديميتين حتى يتحقق الوعد، ألا تفارق كلمة الله فم إسرائيل" (Isaiah 59:21). تُحدد فترات التاريخ اليهودي التي تلت إغلاق التلمود مباشرةً وفقًا لألقاب المعلمين في سورا وبومبيديتا؛ زمن الجاونيم وزمن السافورايم. كان السافورايم هم العلماء الذين أكملوا بأيديهم الدؤوبة التلمود في الثلث الأول من القرن السادس، مضيفين العديد من التضخيمات إلى نصه. دخل لقب "جاون"، الذي كان ينتمي في الأصل بشكل بارز إلى رئيس أكاديمية سورا، حيز الاستخدام العام في القرن السابع، في ظل السيادة الإسلامية، عندما نظم المنصب الرسمي ورتبة المهجرين ورؤساء الأكاديمية من جديد. ولكن من أجل عدم ترك أي فجوات بين حاملي اللقب، يجب على التاريخ إما أن يستمر سافورايم حتى القرن السابع، أو ربما تبنوا أصلًا أقدم للقب غاون. في الواقع، كلا اللقبين يُستخدمان تقليديًا وبلا تمييز؛ وحاملوهما هم رؤساء إحدى أكاديميتي سورا وبومبيديتا، وبهذه الصفة، خلفاء الأمورايم.
استمرت مكانة سورا الرفيعة الموروثة حتى نهاية القرن الثامن، وبعدها ازدادت أهمية بومبيديتا. وستظل سورا دائمًا تحتل مكانة بارزة في التاريخ اليهودي؛ فهناك أعطى سعديا غاون دفعة جديدة للتراث اليهودي، ممهدًا بذلك الطريق للتجديد الفكري لليهودية. من ناحية أخرى، تفخر بومبيديتا بأن اثنين من معلميها، شيريرا وابنه هاي غاون (توفي عام 1038)، أنهيا عصر الجاونيم، ومعه أنشطة الأكاديميات البابلية، على نحوٍ مجيد.
مع تراجع الخلافة العباسية وتراجع مدينة بغداد في القرن العاشر، هاجر العديد من يهود بابل إلى منطقة البحر الأبيض المتوسط. تراجعت الأكاديميات الجيونية وأغلقت في النهاية، لكن المهاجرين ساعدوا التقاليد اليهودية البابلية على أن تصبح مهيمنة في جميع أنحاء العالم اليهودي.

## تنظيم الأكاديميات
وبما أن الأكاديميات كانت تعقد اجتماعاتها في أشهر معينة من السنة، فقد عُرفت باسم "ميتيبتا" (العبرية: מתיבתא (بالآرامية: המראל המראל המראל). تحت قيادة راف وشموئيل، كانت أكاديمية سورا لا تزال تُسمى سيدرا. في عهد راف هونا ‏، ثاني عميد لأكاديمية سورا، بدأت المدرسة الدينية تُسمى ميتيبتا، وكان هونا أول من حمل لقب ريش ميتيبتا (روش ميسيفتا، أي ما يُقابل روش يشيفا). وظلت ريش ميتيبتا هي التسمية الرسمية لرئيس الأكاديمية حتى نهاية العصر الجيوني.

## الكلاه (الجمعية العامة)
إلى جانب روش متيبتا، كان يقف روش كالاه (رئيس الجمعية العامة)، ثانيًا منه في المرتبة. كانت الكالا (الجمعية العامة) سمة مميزة لليهودية البابلية، غير معروفة إطلاقًا في يهودا. ونظرًا لاتساع بابل، كان لا بد من توفير الفرص لمن يعيشون بعيدًا عن الأكاديميات للمشاركة في مداولاتها. كانت هذه الاجتماعات للطلاب الخارجيين، التي تُمثل فيها بالطبع مختلف الأعمار ومستويات المعرفة، تُعقد مرتين سنويًا، في شهري أذار وأيلول. يحتوي وصف يعود تاريخه إلى القرن العاشر، يصف ترتيب الإجراءات والاختلافات في الرتب في الكالا، على تفاصيل تشير فقط إلى فترة الجاونيم؛ لكن الكثير منها يمتد إلى زمن الأمورايم. يقدم الوصف الوارد في الترجمة المختصرة التالية، على أي حال، صورة مثيرة للاهتمام عن المؤسسة بأكملها وعن الحياة الداخلية وتنظيم الأكاديميات البابلية.
في أشهر الكالا، أي في إلول، في نهاية الصيف، وفي أدار، في نهاية الشتاء، يسافر التلاميذ من مساكنهم المختلفة إلى الاجتماع، بعد أن أعدوا في الأشهر الخمسة السابقة الرسالة التي أعلنها رئيس الأكاديمية في نهاية شهر الكالا السابق. في أدار وإيلول يمثلون أنفسهم أمام الرئيس، الذي يفحصهم على هذه الرسالة. يجلسون بالترتيب التالي: بجوار الرئيس مباشرة يوجد الصف الأول، ويتكون من عشرة رجال؛ سبعة منهم راش كالا؛ ثلاثة منهم يُطلق عليهم اسم "هابيريم" [شركاء]. كل من راش كالا السبعة لديه تحته عشرة رجال يُدعون "ألوفيم" [سادة]. يشكل السبعون ألوفيم السنهدرين، ويجلسون خلف الصف الأول المذكور أعلاه، في سبعة صفوف، ووجوههم متجهة نحو الرئيس. خلفهم، يجلس، دون تحديد أماكن خاصة، باقي أعضاء الأكاديمية والتلاميذ المجتمعون. ويجري الامتحان على النحو التالي: يتلو الجالسون في الصف الأول الموضوع بصوت عالٍ، بينما يستمع باقي الصفوف في صمت. وعندما يصلون إلى فقرة تتطلب نقاشًا، يتناقشون فيها فيما بينهم، ويدون رئيس الجلسة في صمت موضوع النقاش. ثم يُلقي رئيس الجلسة نفسه محاضرة حول الرسالة قيد البحث، ويضيف شرحًا للفقرات التي أثارت النقاش. أحيانًا يوجه سؤالًا إلى المجتمعين حول كيفية شرح الهالاكاه: ولا يُجيب على هذا السؤال إلا العالم الذي يسميه رئيس الجلسة. ويضيف رئيس الجلسة شرحه الخاص، وعندما يتضح كل شيء، ينهض أحد أعضاء الصف الأول ويُلقي خطابًا موجهًا إلى جميع الحاضرين، يُلخص فيه الحجج حول الموضوع الذي كانوا يتناقشون فيه.... في الأسبوع الرابع من شهر الكلاه، يُمتحن رئيس الجلسة أعضاء السنهدرين، وكذلك التلاميذ الآخرين، فرديًا، لإثبات معرفتهم وكفاءتهم. كل من يُثبت عدم استعداده الكافي يُوبّخه الرئيس، ويُهدّده بسحب الراتب المخصص لمعيشته.... تُناقش الأسئلة الواردة من جهات مختلفة في هذه المجالس للتوصل إلى حل نهائي. يستمع الرئيس إلى آراء الحاضرين ويصوّغ القرار، الذي يُدوّن فورًا. في نهاية الشهر، تُقرأ هذه الإجابات الجماعية (responsa) بصوت عالٍ على المجلس، ويُوقّع عليها الرئيس.

### الأكاديميات التلمودية في بابل
- فيروز شابور، أنبار الحديثة، وهي بلدة مجاورة أو مطابقة لنيهارديا؛ تم نقل أكاديمية بومبيديتا إلى هذه البلدة لمدة نصف القرن السادس
- ماهوزا، المدائن الحديثة؛ تم نقل أكاديمية بومبيديتا إلى ماهوزا في عهد حكيم الأمورا رافا
- أكاديمية نيهارديا  [لغات أخرى]‏ (في نيهارديا)
- أكاديمية بومبيديتا  [لغات أخرى]‏ (كانت في بومبيديتا طوال معظم تاريخها، بالقرب من الفلوجة الحديثة)
- أكاديمية بوم نهارا  [لغات أخرى]‏
- أكاديمية سورا  [لغات أخرى]‏، في سورا – المركز السياسي لبابل اليهودية بعد نهرديا

### المجامع التلمودية في سوريا وفلسطين
- المجامع التلمودية في سوريا وفلسطين (في أرض إسرائيل)